# Гурбан Гурбанов
Гурбан Гурбанов (на азербайджански: Qurban Qurbanov) е азербайджански футболист и треньор. От 2008 г. е старши треньор на Карабах. Гурбанов е най-резултатният футболист в историята на азербайданския национален отбор в 14 гола в 65 изиграни двубоя. Освен в родината си, Гурбанов е играл в грузинския Мерцхали и в няколко руски отбора.
Брат му Муса също е бивш футболист, като двамата братя са съотборници в началото на кариерите си. Муса Гурбанов е начело на селекционния отдел на Карабах.

## Футболна кариера
Започва кариерата си в тима на Дашгин през 1989. По това време тимът играе във Втора низша лига на СССР. Гурбанов се проявява като талантлив голмайстор и вкарва 23 гола за 2 сезона. След разпадането на Съветския съюз, Гурбанов преминава в грузинския Мерцхали. Отборът обаче изпада от Умаглеши лигата и нападателят се завръща в Дашгин само след сезон. През 1993 г. става част от Туран Товуз и печели местния шампионат. За Туран играе 2 години и половина и записва 54 мача, в които вкарва 21 гола. През пролетта 1996 г. играе за Кюр-Нур, след което преминава в Нефтчи Баку. През сезон 1996/97 Нефтчи става шампион на Азербайджан, а Гурбанов вкарва 34 гола и е голмайстор на първенството.
През 1998 г. с трансфериран в Динамо (Ставропол) в Руска Първа Дивизия. Гурбанов става водещ реализатор на тима с 18 гола, но след края на сезона напуска Динамо поради неизплатени заплати. В началото на 1999 г. преминава в Балтика. Нападателят не успява да се наложи в калининградския тим и само след половин сезон е продаден на Факел (Воронеж). Гурбанов вкарва 8 гола в 12 мача и успява да помогне на отбора да спечели промоция в Висшата дивизия. В елита обаче Гурбан е често преследван от контузии и не успява да бъде пълноценен на терена.
През 2001 г. се завръща в Нефтчи. Записва 14 мача, в които вкарва 9 гола и печели Купата на Азербайджан. В началото на 2002 г. отново играе за Факел, който предният сезон изпада от Висшата лига. През сезон 2003 г. играе за Волгар-Газпром, но отборът завършва предпоследен в Първа дивизия, а Гурбанов не успява да отбележи нито един гол.
В началото на 2004 г. отново облича екипа на Нефтчи Баку, като печели две шампионски титли и националната купа. По това време Гурбанов е и капитан на отбора. През 2005 г. става част от Интер Баку, като изиграва 3 мача и скоро става спортен директор на тима.

## Треньорска кариера
През 2006 г. става треньор на Нефтчи Баку. Става вицешампион на страната и класира тима в Купата на УЕФА. След като в първия кръг на евтотурнира Нефтчи отпада от австрийския ШВ Рийд Гурбанов подава оставка.
През 2008 г. поема тима на Карабах. Гурбанов успява да изгради от тима лидер в местното първенство, печелейки три поредни титли и три купи на страната. Под ръководството на Гурбанов Карабах става постоянен участник в груповата фаза на турнира Лига Европа.

## Успехи

### Като футболист
- Шампион на Азербайджан – 1993/94, 1996/97, 2003/04, 2004/05
- Купа на Азербайджан – 2001/02, 2003/04
- Голмайстор на Азербайджанска Премиер лига – 1996/97 (34 гола)
- Футболист на годината в Азербайджан – 2003

### Като треньор
- Шампион на Азербайджан – 2013/14, 2014/15, 2015/16
- Купа на Азербайджнан – 2008/09, 2014/15, 2015/16